# Kranken- und Unfallfürsorgeanstalt
Krankenfürsorgeanstalten (KFA) sowie Kranken- und Unfallfürsorgeanstalten in Österreich sind Einrichtungen im Bereich der Länder und Gemeinden, die Aufgaben der Kranken- und Unfallversicherung wahrnehmen. Diese Anstalten sind keine Sozialversicherungsträger und gehören auch nicht dem Dachverband der Sozialversicherungsträger an. Ihre verfassungsrechtliche Rechtsgrundlage ist nicht Art. 10 Abs. 1 Z 11 B-VG (Sozial- und Vertragsversicherungswesen), sondern Art. 21 Abs. 1 B-VG (Dienstrecht).
Vor der Errichtung der Versicherungsanstalt öffentlich Bediensteter (nunmehr Versicherungsanstalt öffentlich Bediensteter, Eisenbahnen und Bergbau) im Jahr 1967 (Inkrafttreten des Beamten-Kranken- und Unfallversicherungsgesetzes – B-KUVG, BGBl. Nr. 200/1967) waren über die Krankenversicherungsanstalt der Bundesangestellte die Bundesbeamten, nicht aber die Landes- und Gemeindebeamten in die österreichische Sozialversicherung einbezogen. Aus diesem Grund schufen die Länder und Gemeinden in ihrer Funktion als Dienstgeber teilweise eigene Einrichtungen mit unterschiedlichen Leistungsniveaus. Der für das Sozialversicherungswesen ausschließlich zuständige Bund schrieb mit dem B-KUVG nun vor, dass auch die Beamten der Länder und Gemeinden in die Sozialversicherung einbezogen werden. § 2 und § 3 B-KUVG sehen jedoch vor, dass Beamte der Länder und Gemeinden weiterhin kranken- bzw. unfallversicherungsfrei bleiben, wenn der Dienstgeber eine zur gesetzlichen Kranken- bzw. Unfallversicherung gleichwertige Versorgung gewährt. In Folge des B-KUVG haben die Länder Regelungen getroffen, um die vom Bund geforderte Gleichwertigkeit sicherzustellen.
Ab dem Ende der 1990er-Jahre wurden schrittweise auch die bisher dem Allgemeinen Sozialversicherungsgesetz unterstellten Vertragsbediensteten in die Zuständigkeit der Versicherungsanstalt öffentlich Bediensteter einbezogen und dem (immer noch so genannten) Beamten-Kranken- und Unfallversicherungsgesetz unterstellt (BGBl. I Nr. 10/1999, BGBl. I Nr. 102/2001). Damit galten die Ausnahmebestimmungen des B-KUVG hinsichtlich der Kranken- und Unfallfürsorgeanstalten auch für den Bereich der Vertragsbediensteten.
Auf dieser Grundlage bestehen heute 15 Kranken- und Unfallfürsorgeanstalten für Beamte und Vertragsbedienstete auf Landes- und Gemeindeebene, die für rund 200.000 Versicherte zuständig sind.

## Liste der Krankenfürsorgeanstalten
- Krankenfürsorgeanstalt der Bediensteten der Stadt Wien (Website)
- Krankenfürsorge der Beamten der Stadtgemeinde Baden
- Krankenfürsorge für die Beamten der Landeshauptstadt Linz
- Kranken- und Unfallfürsorge für oö. Gemeinden (KFG) (Website)
- Kranken- und Unfallfürsorge für oö. Landesbedienstete (Website)
- Oberösterreichische Lehrer-Kranken- und Unfallfürsorge (Website)
- Krankenfürsorgeanstalt für Beamte des Magistrates Steyr
- Krankenfürsorge für die Beamten der Stadt Wels
- Krankenfürsorgeanstalt für die Beamten der Landeshauptstadt Graz (Website)
- Krankenfürsorgeanstalt der Beamten der Stadt Villach (Website)
- Krankenfürsorgeanstalt der Magistratsbeamten der Landeshauptstadt Salzburg (Website)
- Kranken- und Unfallfürsorge der Tiroler Landeslehrer
- Kranken- und Unfallfürsorge der Tiroler Landesbeamten
- Kranken- und Unfallfürsorge der Tiroler Gemeindebeamten
- Krankenfürsorgeeinrichtung der Beamten der Stadtgemeinde Hallein (Website)

Die Krankenfürsorgeanstalt der Beamten der Landeshauptstadt Bregenz wurde bereits aufgelöst.